# Filitosa
Filitosa is een archeologische vindplaats in de gemeente Sollacaro in het zuiden van Corsica, die bewoond was van het einde van het neolithicum tot de Romeinse tijd. Het is enige plek op het eiland waar megalithische menhir-standbeelden en Torreaanse torens samen voorkomen.

## Geschiedenis
In 1946 ontdekte Charles-Antoine Cesari archeologische resten op zijn land in het dal van de rivier Taravo. Acht jaar later leidde Roger Grosjean de eerste systematische opgravingen. Dit onderzoek bracht resten aan het licht uit verschillende periodes: de nieuwe steentijd (vanaf 6000 v.Chr.), het megalithische tijdperk (3500 tot 1600 v.Chr.), het Torreaanse tijdperk (1600 tot 800 v.Chr.) en de Romeinse tijd. 
De megalithische beschaving die vanaf omstreeks 3500 v.Chr. op Corsica voorkwam, kenmerkte zich onder meer door de menhirs die opgericht werden bij graven. Deze monolieten waren eeuwenlang onbewerkte stenen van 2 tot 3 meter hoog. Rond 1800 v.Chr. begon hier verandering in te komen, toen de menhirs menselijke vormen gingen aannemen. Aanvankelijk waren de menselijke trekken nauwelijks te onderscheiden, maar enkele eeuwen later waren de gezichten duidelijk gevormd en werden ook wapens gebeeldhouwd. Rond Filitosa zijn zo'n twintig van deze menhir-standbeelden gevonden.
Vanaf 1600 v.Chr. deed een nieuwe beschaving haar intrede in het zuiden van Corsica. Er is nog veel onduidelijk over deze Torreanen, die hun naam danken aan de ronde verdedigingstorens die zij op verschillende plekken oprichtten. In Filitosa zijn kapotgeslagen menhir-standbeelden als bouwmateriaal voor de torens gebruikt. Grosjean leidde hieruit af dat de oorspronkelijke bewoners in een poging het gevaar af te wenden standbeelden van versteende Torreaanse soldaten maakten. Dit mocht niet baten en na hun overwinning vernietigden de Torreanen de beelden. Deze interpretatie is echter allerminst zeker; mogelijkerwijs is er geen nieuw volk Corsica binnengedrongen, maar veranderden de gebruiken en bouwstijl van de bewoners.

## Beschrijving
Het oppidum van Filitosa is gebouwd op een ovale heuvel en wordt omringd door een cyclopische ringmuur. Daarbinnen bevinden zich drie grote bouwwerken: het oostelijke, centrale en westelijke monument. Deze bouwwerken bestaan voor een deel uit natuurlijke rotsen. In het centrale monument, dat waarschijnlijk een religieuze functie vervulde, zijn 32 brokstukken van menhirs gevonden, waaronder zes bovenstukken met gezicht. 
Aan de voet van de heuvel zijn in de schaduw van een oude olijfboom vijf menhir-standbeelden opnieuw opgericht. Achter de olijfboom begint een steengroeve waar de bouwmaterialen voor Filitosa vandaan zijn gehaald. Vlak bij de huidige ingang van de vindplaats staat de menhir Filitosa V, een van de fraaiste exemplaren op het eiland. Hoewel zijn gezicht beschadigd is, zijn het lange zwaard en de dolk in een schede nog zeer goed te herkennen.

## Afbeeldingen

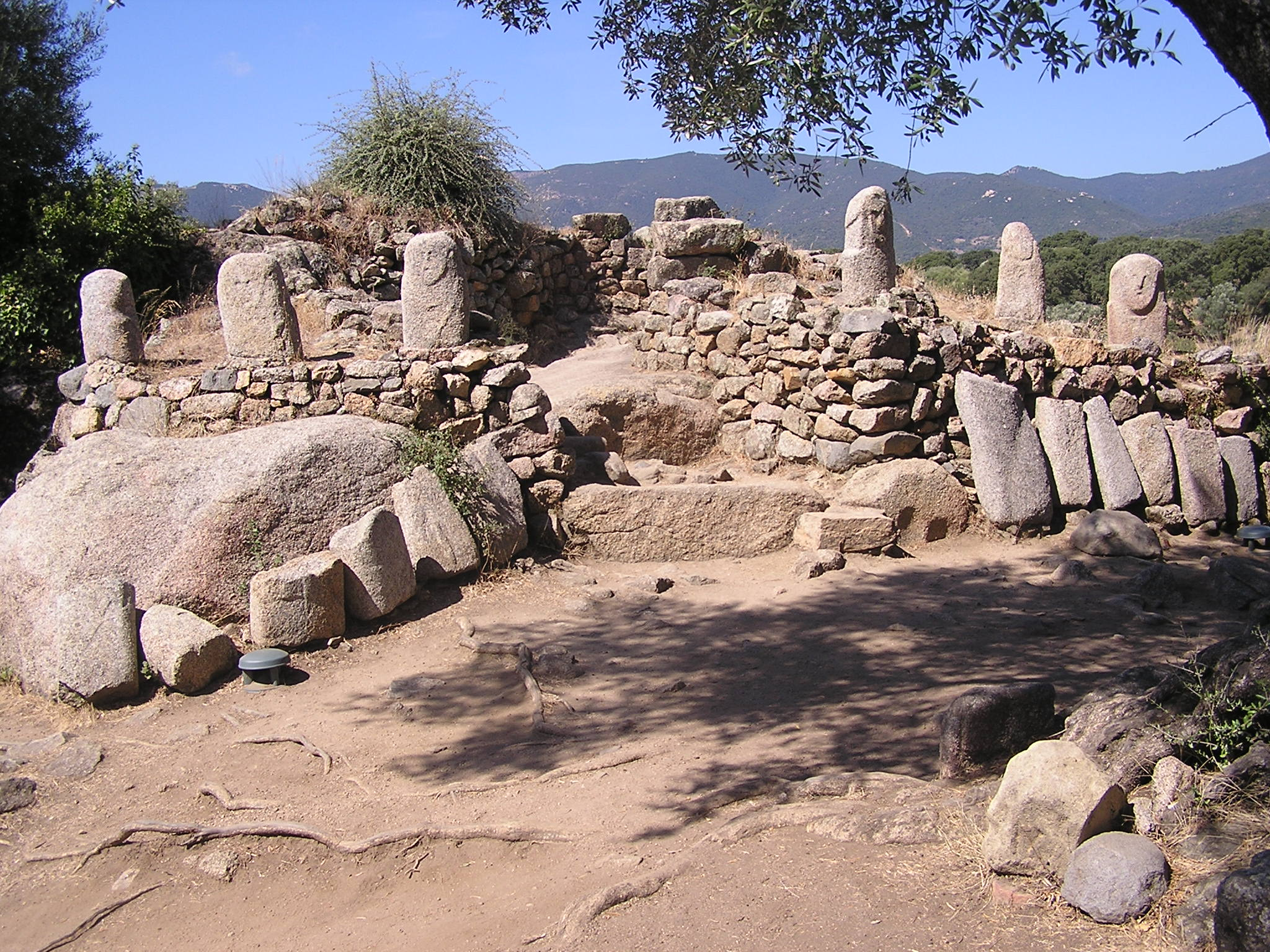
Centrale monument met opnieuw opgerichte fragmenten van menhirs
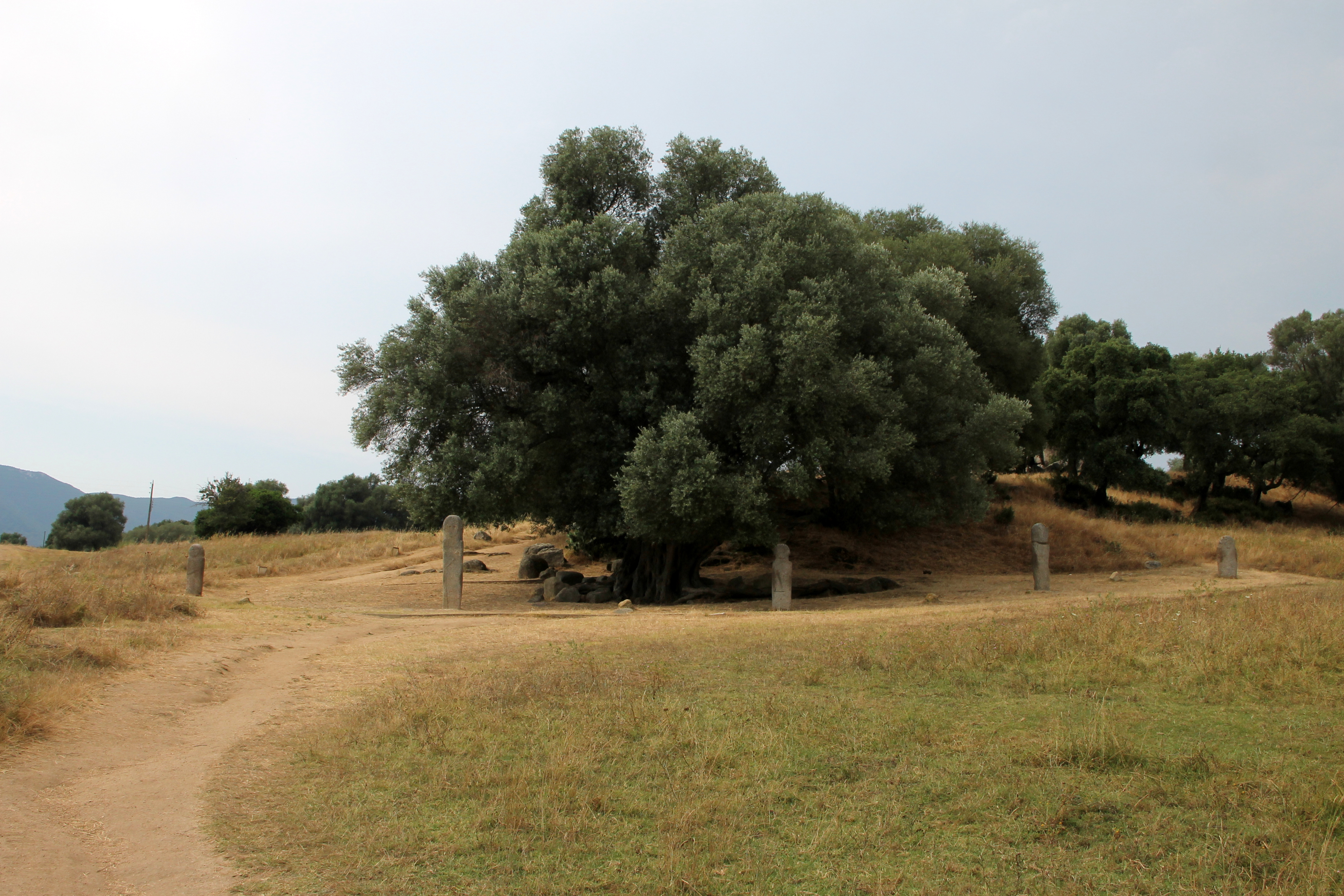
Vijf opnieuw opgerichte menhirs rond een olijfboom
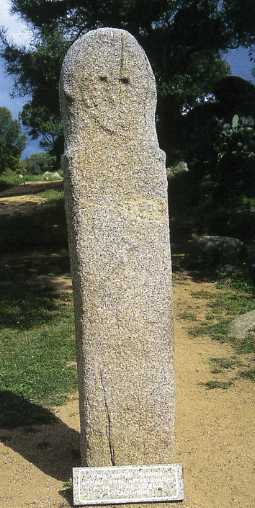
Filitosa IV
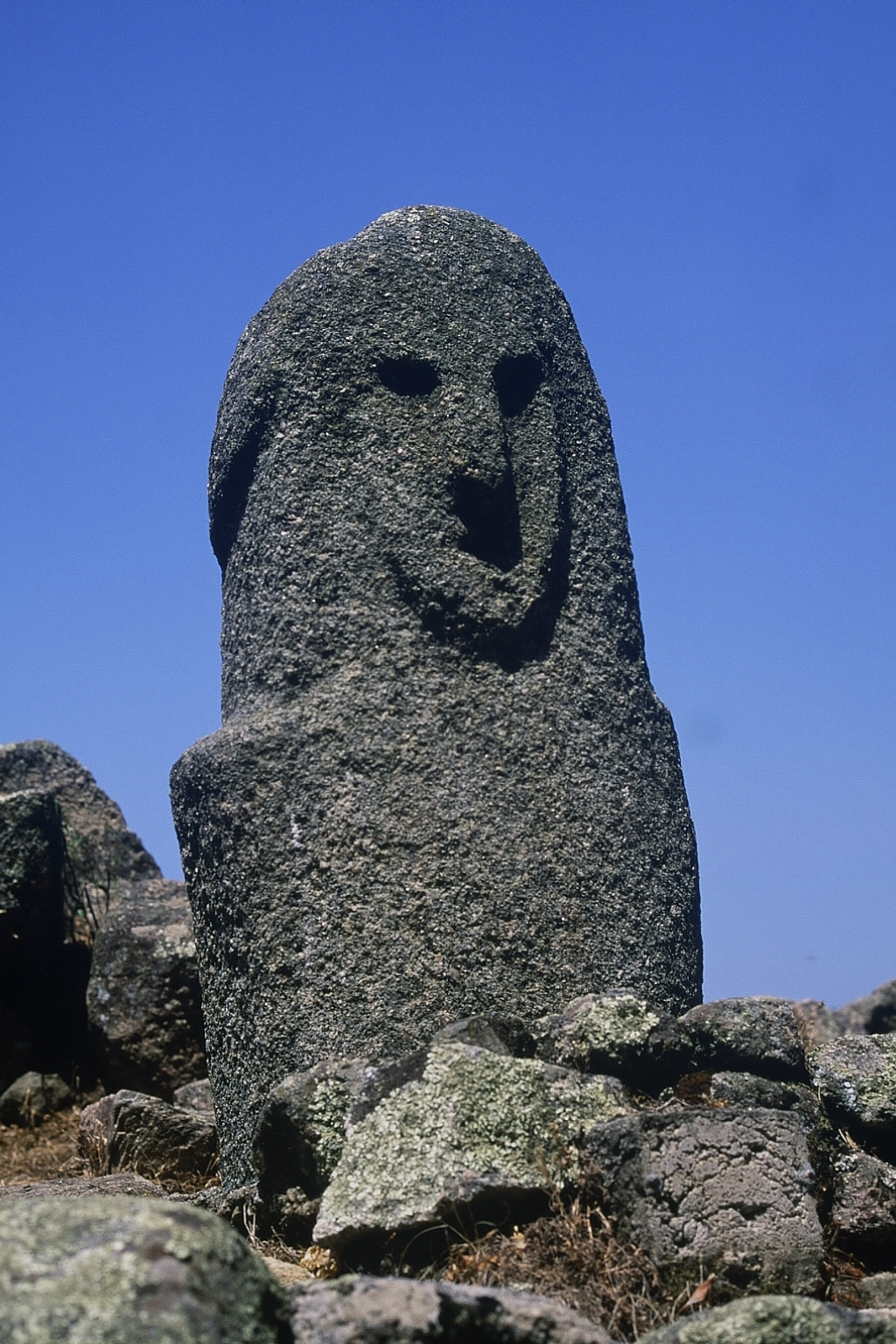
Filitosa IX